# Rhabdamia mentalis
A Rhabdamia mentalis a sugarasúszójú halak (Actinopterygii) osztályához a sügéralakúak (Perciformes) rendjéhez, ezen belül a kardinálishal-félék (Apogonidae) családjához tartozó faj.

## Előfordulása
A Rhabdamia mentalis Csendes-óceán nyugati részének a középső szakaszánál fordul elő, a Fülöp-szigetek vizeiben.

## Megjelenése
Ez a hal legfeljebb 5 centiméter hosszú.

## Életmódja
Ez a kardinálishal trópusi, tengeri halfaj, amely főleg a tengerfenék közelében él.